# Zwartbandslankmier
De zwartbandslankmier (Temnothorax unifasciatus) is een mierensoort uit de onderfamilie van de Myrmicinae. De wetenschappelijke naam van de soort is voor het eerst geldig gepubliceerd in 1798 door Latreille.